# Stephanie Corneliussen
Stephanie Corneliussen (Copenhague, 28 de abril de 1987) é uma atriz e modelo dinamarquesa. Ela é mais conhecida pelos seus papéis principais nas séries de televisão Mr. Robot e O Truque de Black.

## Filmografia

### Cinema
| Ano  | Filme                             | Papel        |
| ---- | --------------------------------- | ------------ |
| 2013 | João e Maria: Caçadores de Bruxas | Desert Witch |
| 2014 | Hello Ladies: The Movie           | Tatiana      |
| 2022 | The Invitation                    | Viktoria     |

### Televisão
| Ano  | Série de TV         | Papel                  |  |
| ---- | ------------------- | ---------------------- |  |
| 2014 | The Rebels          | Gorgeous Intern Ashley |  |
| 2014 | Royal Pains         | Sloane Lerner          |  |
| 2015 | Bad Judge           | Appolonia              |  |
| 2015 | The Exes            | Nadia                  |  |
| 2015 | Mr. Robot           | Joanna Wellick         |  |
| 2016 | Legends of Tomorrow |                        |  |
| 2018 | Deception           | MM                     |  |